# فنجراوية
الفنجراوية (الاسم العلمي: Vanguerieae) هي قبيلة من النباتات تتبع الفصيلة الفوية من رتبة الجنطيانيات.

## أجناس الفنجراوية
- الفنجرية
- القنطيون
- القنطيون الأفريقي